# Virginia Dare

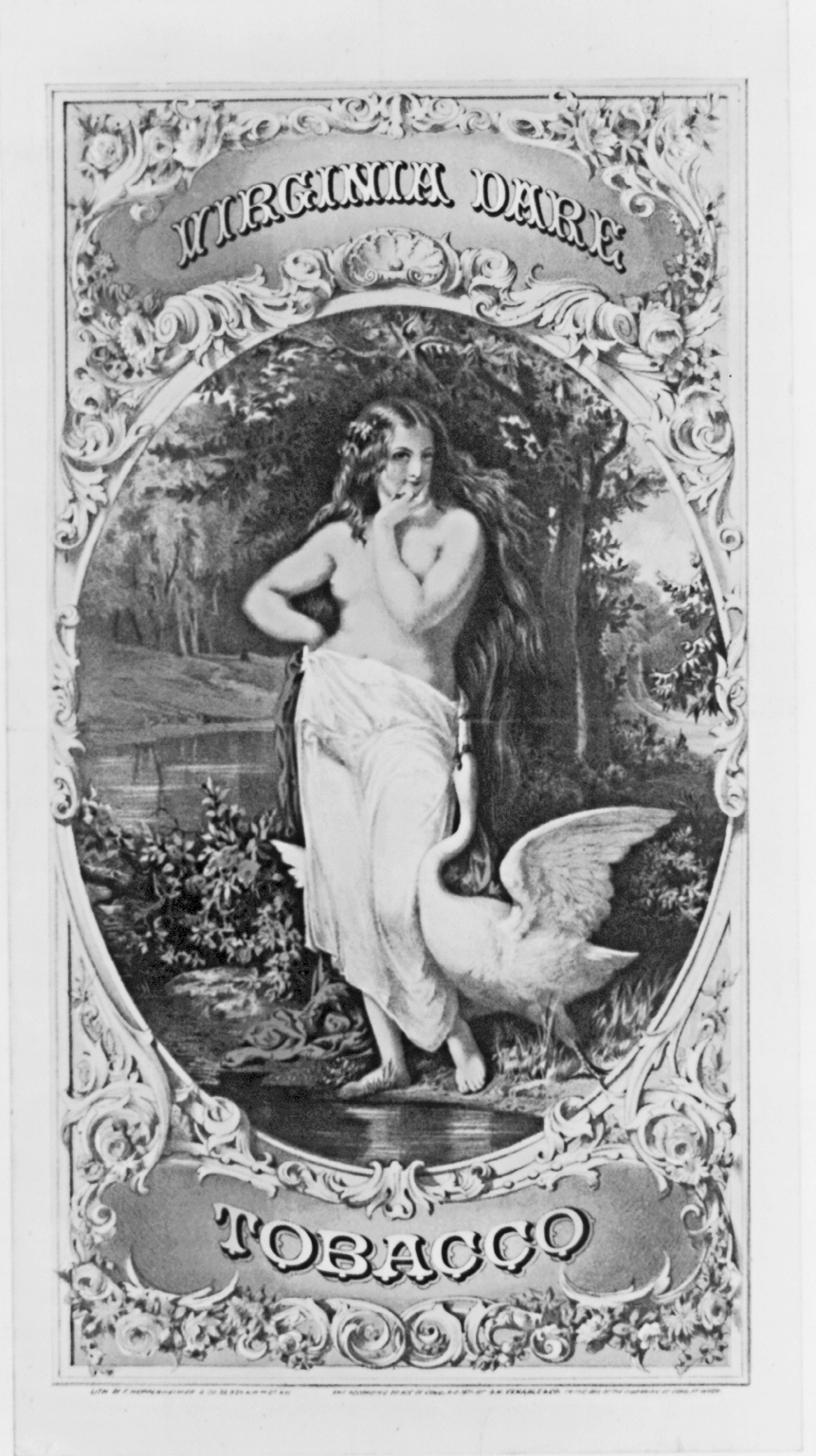
Uma imagem de Virginia Dare de 1871.

Virginia Dare (nascida em 18 de agosto de 1587, falecida em data desconhecida) foi a primeira pessoa inglesa a nascer nas Colônias Britânicas do Novo Mundo. Ela nasceu de dois pais ingleses, Ananias Dare e Eleanor White, e recebeu este nome em homenagem a Colônia da Virgínia, embora ela tenha nascido em Roanoke (onde atualmente está a Carolina do Norte).
O que aconteceu com Virginia Dare e o restante dos habitantes da Colônia de Roanoke é mistério. O nascimento dela só é sabido através dos contos de John White, avô de Virginia e governador de sua colônia, que retornou a Inglaterra em 1587 em busca de suprimentos. Quando White retornou, três anos depois, os colonos da região haviam sumido.
Nos quatrocentos anos seguintes, Virginia Dare se tornou uma figura proeminente na mitologia e no folclore dos Estados Unidos, simbolizando as diferenças entre os diferentes grupos de pessoas que habitavam aquela terra. Ela foi representada em vários livros, poemas, canções, revistas, programas de televisão e filmes. Vários locais na Carolina do Norte e por todo o sul dos Estados Unidos foram honrados com o seu nome.